# Johann Georg Reißmüller
Johann Georg Reißmüller (* 20. Februar 1932 in Leitmeritz, Tschechoslowakei, in älteren Darstellungen auch Reissmüller; † 10. Dezember 2018 in Frankfurt am Main) war ein deutscher Journalist und Mitherausgeber der Frankfurter Allgemeinen Zeitung (FAZ).

## Werdegang
Reißmüller wurde 1932 in Leitmeritz im Sudetenland geboren und verbrachte dort seine Kindheit. In jungen Jahren nahm Reißmüller Gesangsunterricht. Nach dem Zweiten Weltkrieg wurde er 1946 aus seiner Heimat vertrieben und gelangte nach Vorpommern, wo er in der Oberschule mit Kommunisten in Konflikt geriet. Ende 1950 floh er nach West-Berlin, wo er als Jurist promoviert wurde. Anschließend war er von 1957 bis 1961 Redakteur der Tübinger Juristenzeitung (JZ).
1961 wechselte Reißmüller zur FAZ und war für diese von 1967 bis 1971 Korrespondent in Belgrad. Seine Themen waren der osteuropäische Kommunismus, der jugoslawische Sozialismus sowie die dortigen Kirchen. 1974 wurde er einer der fünf Herausgeber der FAZ.
Reißmüller trat 1991, vor allem in seinen Artikeln in der FAZ, nachdrücklich für die völkerrechtliche Anerkennung von Kroatien und Slowenien ein. 1995 wurde ihm die Ehrendoktorwürde der Universität Zagreb verliehen.
Am 1. März 1999 endete seine Zeit als Herausgeber der FAZ.  Zu seinem Abschied sang Johann Georg Reißmüller im Verlag Lieder der frühen DDR, am Flügel begleitet von dem Journalisten und Musikwissenschaftler Heribert Klein. Aufgrund des großen Interesses an seinen Liedvorträgen wurde vom Verlag Zweitausendeins eine CD mit dem Titel Uns gefällt diese Welt – Lieder der frühen DDR produziert.
Reißmüller starb am 10. Dezember 2018 in Frankfurt am Main.

## Einfluss auf die deutsche Politik
Nach Einschätzung des deutschen Diplomaten Jürgen Chrobog hatten Reißmüllers Kommentare und Leitartikel in der FAZ einen erheblichen Einfluss auf die politischen Entscheider in Deutschland bei der Anerkennung der Nachfolgestaaten Jugoslawiens.

## Werke (Auswahl)

### Musik
- Johann Georg Reißmüller: Uns gefällt diese Welt – Lieder der frühen DDR. 55 min CD, Biton 4007 bei Zweitausendeins, Frankfurt/M. 2000.

### Eigene Veröffentlichungen
- Jugoslawien. Vielvölkerstaat zwischen Ost und West. Diederichs Verlag, Düsseldorf 1971, ISBN 3-424-00409-X.
- als Herausgeber: 111 Zeitgenossen. Societäts-Verlag, Frankfurt am Main 1977, ISBN 3-7973-0297-5.
- Die vergessene Hälfte. Osteuropa und wir. Langen Müller, München 1986, ISBN 3-7844-2124-5.
- Der Krieg vor unserer Haustür. Hintergründe der historischen Tragödie. Deutsche Verlags Anstalt, Stuttgart 1991, ISBN 3-421-06543-8.
- Die bosnische Tragödie. Deutsche Verlags Anstalt, Stuttgart 1993, ISBN 3-421-06657-4.
- als Herausgeber: Dazu möchte ich bemerken ... Leserbriefe in der Frankfurter Allgemeinen Zeitung aus 50 Jahren. Keyser, München 1999, ISBN 3-87405-246-X.

### Aufsatz
- Johann Georg Reissmüller: Das Monopol des Bundesverfassungsgerichts aus Art. 18 des Grundgesetzes. Juristenzeitung 1960, S. 529 ff. (zur Verwirkung von Grundrechten)